# Sporty wodne na Igrzyskach Wspólnoty Narodów 2014
Sporty wodne na XX Igrzyskach Wspólnoty Narodów rozegrano w dniach 24 lipca – 2 sierpnia 2014 roku w Glasgow i Edynburgu w Szkocji. Rozegrano zawody w czterdziestu czterech konkurencjach pływackich i dziesięciu konkurencjach w skokach do wody. Areną rozgrywek była Tollcross International Swimming Centre w Glasgow (pływanie) i Royal Commonwealth Pool w Edynburgu (skoki do wody). W pływackiej i ogólnej klasyfikacji medalowej zwyciężyła ekipa Australii, zaś w skokach do wody zwyciężyła reprezentacja Anglii.

## Pływanie

### Mężczyźni
| Konkurencja:                          | Złoto: | Czas       | Srebro: | Czas     | Brąz: | Czas     |
| Styl dowolny                          | |            | |          | |          |
| 50 m (szczegóły)                      | Benjamin Proud | 21,92      | Cameron McEvoy | 22,00    | James Magnussen | 22,10    |
| 100 m (szczegóły)                     | James Magnussen | 48,11      | Cameron McEvoy | 48,34    | Tommaso D’Orsogna | 49,04    |
| 100 m S9 (szczegóły)                  | Rowan Crothers | 54,58      | Matthew Cowdrey | 56,33    | Brenden Hall | 56,89    |
| 200 m (szczegóły)                     | Thomas Fraser-Holmes | 1:45,08    | Cameron McEvoy | 1:45,56  | Calum Jarvis | 1:46,53  |
| 200 m S14 (szczegóły)                 | Daniel Fox | 1:57,89    | Thomas Hamer | 2:00,27  | Jack Thomas | 2:01,27  |
| 400 m (szczegóły)                     | Ryan Cochrane | 3:43,46    | David McKeon | 3:44,09  | James Guy | 3:44,58  |
| 1500 m (szczegóły)                    | Ryan Cochrane | 14:44,03   | Mack Horton | 14:48,76 | Daniel Jervis | 14:55,33 |
| Styl grzbietowy                       | |            | |          | |          |
| 50 m (szczegóły)                      | Ben Treffers | 24,67      | Mitch Larkin | 24,80    | Liam Tancock | 24,98    |
| 100 m (szczegóły)                     | Chris Walker-Hebborn | 53,12 GR   | Mitch Larkin | 53,59    | Josh Beaver Liam Tancock | 53,75    |
| 200 m (szczegóły)                     | Mitch Larkin | 1:55,83    | Josh Beaver | 1:56,19  | Matson Lawson | 1:56,63  |
| Styl klasyczny                        | |            | |          | |          |
| 50 m (szczegóły)                      | Cameron van der Burgh | 26,76 GR   | Adam Peaty | 26,78    | Christian Sprenger | 27,46    |
| 100 m (szczegóły)                     | Adam Peaty | 58,94 GR   | Cameron van der Burgh | 59,28    | Ross Murdoch | 59,47    |
| 200 m (szczegóły)                     | Ross Murdoch | 2:07,30 GR | Michael Jamieson | 2:08,40  | Andrew Willis | 2:09,87  |
| Styl motylkowy                        | |            | |          | |          |
| 50 m (szczegóły)                      | Benjamin Proud | 22,93 GR   | Roland Schoeman | 23,13    | Chad le Clos | 24,98    |
| 100 m (szczegóły)                     | Chad le Clos | 51,29 GR   | Joseph Schooling | 51,69    | Adam Barrett | 51,93    |
| 200 m (szczegóły)                     | Chad le Clos | 1:55,07    | Grant Irvine | 1:56,34  | Sebastien Rousseau | 1:56,43  |
| Styl zmienny                          | |            | |          | |          |
| 200 m (szczegóły)                     | Daniel Tranter | 1:57,83 GR | Daniel Wallace | 1:58,72  | Chad le Clos | 1:58,85  |
| 200 m SM8 (szczegóły)                 | Oliver Hynd | 2:22,86    | Jesse Aungles | 2:31,25  | Blake Cochrane | 2:32,72  |
| 400 m (szczegóły)                     | Daniel Wallace | 4:11,20    | Thomas Fraser-Holmes | 4:12,04  | Sebastien Rousseau | 4:13,09  |
| Sztafety                              | |            | |          | |          |
| 4 × 100 m stylem dowolnym (szczegóły) | Australia · Tommaso D’Orsogna (42,26) · Matthew Abood (48,77) · James Magnussen (47,49) · Cameron McEvoy (47,92) · Ned McKendry · Kenneth To · Jayden Hadler       | 3:13,43 GR | Południowa Afryka · Chad le Clos (48,53) · Roland Schoeman (48,78) · Leith Shankland (48,14) · Caydon Muller (49,72) · Clayton Jimmie · Calvyn Justus                           | 3:15,17  | Anglia · Adam Brown (49,47) · James Disney-May (48,81) · Adam Barrett (49,04) · Benjamin Proud (49,05) · Lewis Coleman · Chris Walker-Hebborn                  | 3:16,37  |
| 4 × 200 m stylem dowolnym (szczegóły) | Australia · Cameron McEvoy (1:48,10) · David McKeon (1:45,82) · Ned McKendry (1:48,28) · Thomas Fraser-Holmes (1:45,18) · Mack Horton                              | 7:07,38 GR | Szkocja · Daniel Wallace (1:47,37) · Stephen Milne (1:47,17) · Duncan Scott (1:47,18) · Robert Renwick (1:47,46) · Jak Scott · Gareth Mills · Cameron Brodie · Craig Hamilton   | 7:09,18  | Południowa Afryka · Devon Brown (1:47,49) · Chad le Clos (1:47,13) · Sebastien Rousseau (1:47,03) · Dylan Bosch (1:48,71) · Calvyn Justus                      | 7:10,36  |
| 4 × 100 m stylem zmiennym (szczegóły) | Anglia · Chris Walker-Hebborn (53,40) · Adam Peaty (58,59) · Adam Barrett (51,02) · Adam Brown (48,50) · Liam Tancock · James Wilby · James Guy · James Disney-May | 3:31,51 GR | Australia · Mitch Larkin (53,59) · Christian Sprenger (59,64) · Jayden Hadler (51,81) · James Magnussen (47,17) · Josh Beaver · Kenneth To · Tommaso D’Orsogna · Cameron McEvoy | 3:32,21  | Południowa Afryka · Sebastien Rousseau (55,33) · Cameron van der Burgh (59,40) · Chad le Clos (51,05) · Leith Shankland (48,69) · Dylan Bosch · Clayton Jimmie | 3:34,47  |

### Kobiety
| Konkurencja:                          | Złoto: | Czas       | Srebro: | Czas    | Brąz: | Czas    |
| Styl dowolny                          | |            | |         | |         |
| 50 m (szczegóły)                      | Francesca Halsall | 23,96 GR   | Cate Campbell | 24,00   | Bronte Campbell | 24,20   |
| 100 m (szczegóły)                     | Cate Campbell | 52,68 GR   | Bronte Campbell | 52,86   | Emma McKeon | 53,61   |
| 100 m S8 (szczegóły)                  | Maddison Elliott | 1:05,32    | Stephanie Slater | 1:05,73 | Lakeisha Patterson | 1:08,98 |
| 200 m (szczegóły)                     | Emma McKeon | 1:55,57 GR | Siobhan-Marie O’Connor | 1:55,82 | Bronte Barratt | 1:56,62 |
| 400 m (szczegóły)                     | Lauren Boyle | 4:04,47 GR | Jazmin Carlin | 4:05,16 | Bronte Barratt | 4:06,02 |
| 800 m (szczegóły)                     | Jazmin Carlin | 8:18,11 GR | Lauren Boyle | 8:20,59 | Brittany MacLean | 8:20,91 |
| Styl grzbietowy                       | |            | |         | |         |
| 50 m (szczegóły)                      | Georgia Davies | 27,56 GR   | Lauren Quigley | 27,69   | Brooklynn Snodgrass | 27,97   |
| 100 m (szczegóły)                     | Emily Seebohm | 59,37 GR   | Georgia Davies | 59,58   | Belinda Hocking | 59,93   |
| 200 m (szczegóły)                     | Belinda Hocking | 2:07,24 GR | Emily Seebohm | 2:08,51 | Hilary Caldwell | 2:08,55 |
| Styl klasyczny                        | |            | |         | |         |
| 50 m (szczegóły)                      | Leiston Pickett | 30,59      | Alia Atkinson | 30,67   | Corrie Scott | 30,75   |
| 100 m (szczegóły)                     | Sophie Taylor | 1:06,35    | Lorna Tonks | 1:07,34 | Alia Atkinson | 1:08,14 |
| 100 m SB9 (szczegóły)                 | Sophie Pascoe | 1:19,36    | Madeleine Scott | 1:21,38 | Erraid Davies | 1:21,68 |
| 200 m (szczegóły)                     | Taylor McKeown | 2:22,36    | Sally Foster | 2:23,33 | Molly Renshaw | 2:25,00 |
| Styl motylkowy                        | |            | |         | |         |
| 50 m (szczegóły)                      | Francesca Halsall | 25,20 GR   | Arianna Vanderpool-Wallace | 25,53   | Brittany Elmslie | 25,91   |
| 100 m (szczegóły)                     | Katerine Savard | 57,40 GR   | Siobhan-Marie O’Connor | 57,45   | Emma McKeon | 57,66   |
| 200 m (szczegóły)                     | Audrey Lacroix | 2:07,61    | Aimee Willmott | 2:08,07 | Madeline Groves | 2:08,44 |
| Styl zmienny                          | |            | |         | |         |
| 200 m (szczegóły)                     | Siobhan-Marie O’Connor | 2:08,21 GR | Alicia Coutts | 2:10,30 | Hannah Miley | 2:10,74 |
| 200 m SM10 (szczegóły)                | Sophie Pascoe | 2:27,74    | Katherine Downie | 2:31,98 | Aurelie Rivard | 2:32,09 |
| 400 m (szczegóły)                     | Hannah Miley | 4:31,76 GR | Aimee Willmott | 4:33,01 | Keryn McMaster | 4:36,35 |
| Sztafety                              | |            | |         | |         |
| 4 × 100 m stylem dowolnym (szczegóły) | Australia · Bronte Campbell (53,15) GR · Melanie Schlanger (52,76) · Emma McKeon (52,91) · Cate Campbell (52,16) · Madeline Groves · Brittany Elmslie · Alicia Coutts      | 3:30,98    | Anglia · Siobhan-Marie O’Connor (54,06) · Francesca Halsall (53,17) · Amy Smith (53,88) · Rebecca Turner (54,61) · Lauren Quigley · Jess Lloyd · Amelia Maughan                           | 3:35,72 | Kanada · Victoria Poon (55,29) · Sandrine Mainville (54,69) · Michelle Williams (54,66) · Alyson Ackman (55,36)                                                        | 3:40,00 |
| 4 × 200 m stylem dowolnym (szczegóły) | Australia · Emma McKeon (1:56,01) · Alicia Coutts (1:59,34) · Brittany Elmslie (1:57,89) · Bronte Barratt (1:56,66) · Madeline Groves · Remy Fairweather                   | 7:49,90 GR | Kanada · Samantha Cheverton (1:57,99) · Brittany MacLean (1:56,87) · Alyson Ackman (1:58,43) · Emily Overholt (1:58,38)                                                                   | 7:51,67 | Anglia · Siobhan-Marie O’Connor (1:57,19) · Amelia Maughan (1:59,53) · Ellie Faulkner (1:58,08) · Rebecca Turner (1:57,65) · Jess Lloyd · Aimee Willmott               | 7:52,45 |
| 4 × 100 m stylem zmiennym (szczegóły) | Australia · Emily Seebohm (59,41) · Lorna Tonks (1:08,28) · Emma McKeon (56,95) · Cate Campbell (51,59) · Belinda Hocking · Sally Foster · Alicia Coutts · Bronte Campbell | 3:56,23 GR | Anglia · Lauren Quigley (1:00,17) · Sophie Taylor (1:06,39) · Siobhan-Marie O’Connor (57,89) · Francesca Halsall (52,58) · Elizabeth Simmonds · Molly Renshaw · Rachael Kelly · Amy Smith | 3:57,03 | Kanada · Sinead Russell (59,94) · Tera van Beilen (1:08,01) · Katerine Savard (57,72) · Sandrine Mainville (54,90) · Kierra Smith · Audrey Lacroix · Michelle Williams | 4:00,57 |

### Tabela medalowa
| Miejsce | Państwo           | Złoto | Srebro | Brąz | Razem |
| ------- | ----------------- | ----- | ------ | ---- | ----- |
| 1.      | Australia         | 19    | 21     | 17   | 57    |
| 2.      | Anglia            | 10    | 10     | 8    | 28    |
| 3.      | Kanada            | 4     | 1      | 6    | 11    |
| 4.      | Południowa Afryka | 3     | 3      | 6    | 12    |
| 5.      | Szkocja           | 3     | 3      | 4    | 10    |
| 6.      | Nowa Zelandia     | 3     | 1      | 0    | 4     |
| 7.      | Walia             | 2     | 2      | 3    | 7     |
| 8.      | Jamajka           | 0     | 1      | 1    | 2     |
| 9.      | Bahamy            | 0     | 1      | 0    | 1     |
| 9.      | Singapur          | 0     | 1      | 0    | 1     |
| Razem   | Razem             | 44    | 44     | 45   | 133   |

## Skoki do wody

### Mężczyźni
| Konkurencja:                              | Złoto:                                         | Wynik  | Srebro:                                 | Wynik  | Brąz:                                               | Wynik         |
| Trampolina 1 m (szczegóły)                | Jack Laugher                                   | 449,90 | Matthew Mitcham                         | 404,85 | Grant Nel                                           | 403,40        |
| Trampolina 3 m (szczegóły)                | Ooi Tze Liang                                  | 457,60 | Jack Laugher                            | 449,70 | Oliver Dingley                                      | 425,20        |
| Wieża 10 m (szczegóły)                    | Tom Daley                                      | 516,55 | Ooi Tze Liang                           | 433,70 | Vincent Riendeau                                    | 429,25        |
| Trampolina 3 m synchronicznie (szczegóły) | Anglia · Jack Laugher · Chris Mears            | 431,91 | Australia · Matthew Mitcham · Grant Nel | 403,14 | Anglia · Nicholas Robinson-Baker · Freddie Woodward | 364,41        |
| Wieża 10 m synchronicznie (szczegóły)     | Australia · Matthew Mitcham · Domonic Bedggood | 399,54 | Anglia · Tom Daley · James Denny        | 399,36 | nie przyznano                                       | nie przyznano |

### Kobiety
| Konkurencja:                              | Złoto:                                      | Wynik  | Srebro:                              | Wynik  | Brąz:                                           | Wynik  |
| Trampolina 1 m (szczegóły)                | Jennifer Abel                               | 287,25 | Maddison Keeney                      | 281,95 | Esther Qin                                      | 278,65 |
| Trampolina 3 m (szczegóły)                | Esther Qin                                  | 347,25 | Jennifer Abel                        | 324,70 | Hannah Starling                                 | 316,95 |
| Wieża 10 m (szczegóły)                    | Meaghan Benfeito                            | 372,65 | Pandelela Rinong                     | 368,55 | Roseline Filion                                 | 361,80 |
| Trampolina 3 m synchronicznie (szczegóły) | Anglia · Alicia Blagg · Rebecca Gallantree  | 300,24 | Kanada · Jennifer Abel · Pamela Ware | 295,65 | Australia · Maddison Keeney · Anabelle Smith    | 294,72 |
| Wieża 10 m synchronicznie (szczegóły)     | Kanada · Meaghan Benfeito · Roseline Filion | 310,65 | Anglia · Sarah Barrow · Tonia Couch  | 307,92 | Malezja · Pandelela Rinong · Nur Dhabitah Sabri | 300,12 |

### Tabela medalowa
| Miejsce | Państwo   | Złoto | Srebro | Brąz | Razem |
| ------- | --------- | ----- | ------ | ---- | ----- |
| 1.      | Anglia    | 4     | 3      | 3    | 10    |
| 2.      | Kanada    | 3     | 2      | 2    | 7     |
| 3.      | Australia | 2     | 3      | 3    | 8     |
| 4.      | Malezja   | 1     | 2      | 1    | 4     |
| Razem   | Razem     | 10    | 10     | 9    | 29    |